# Paracleten
De Paracleten (Engels: Congregation of the Servants of the Paraclete; afgekort: s.P.) werd opgericht in 1947 door pater Gerald Fitzgerald C.S.C. (1894-1969) in Jemez Springs (New Mexico), met als doel het ondersteunen van priesters en religieuzen in fysieke en emotionele moeilijkheden, oorspronkelijk vooral alcoholproblemen (en andere verslavende middelen), later ook gerelateerd aan de problematiek van seksueel misbruik. Er zijn vestigingen onder meer in de Verenigde Staten, Italië, Frankrijk, Engeland, Schotland, Zuid-Amerika, Afrika en de Filipijnen.